# Cseh kucsmagomba
A cseh kucsmagomba (Verpa bohemica) a kucsmagombafélék családjába tartozó, lombos ligeterdőkben, bozótosokban élő ehető gombafaj. 

## Megjelenése
A cseh kucsmagomba süvege 2–4 cm magas és 1–5 cm átmérőjű. Harang formájú, mozgatható is a tönkön, a teteje lekerekített. Szétbontva látszik, hogy a süveg csak a tetején kapcsolódik a tönkhöz. Színe fiatalon világosabb sárgás, sárgásbarnás, majd idővel sötétedik, vörösbarnább lesz. Felületén erős hosszanti redőzöttség, bordázottság figyelhető meg, nyújtott, méhsejtszerű üregekkel a bordák között. A fiatal gomba süvegének széle még érintheti a tönköt, idős korában pereme felhajló lehet. Húsa fehéres, törékeny, nedvdús. Szaga és íze kellemes.  
A spórák a süveg redős, külső részén teremnek. Spórapora sárga. Spórája igen nagy, 60-80 mikrométer hosszú és 15-18 mikrométer széles, megnyúlt, elliptikus.
Törékeny tönkje 5–15 cm hosszú, 1–3 cm vastag. Színe fehéres vagy sárgás, alakja hengeres vagy lefelé vastagodó. Felülete lehet sima vagy apró sárgás szemcsék lehetnek rajta. Belül üres, a fiatal kucsmagomba tönkjét belül vattaszerű anyag tölti ki.

### Hasonló fajok
A többi kucsmagombafélétől a süveg tönkhöz való magas kapcsolódása alapján jól elkülöníthető. Hasonló faj a mérgező redős papsapkagomba és az ehető fattyú kucsmagomba.

## Elterjedése és termőhelye
Eurázsia mérsékelt égövi területein honos: Európában és Észak-Amerikában általánosan elterjedt, de leírták Törökországból és a Himalája indiai előhegyeiről is.
Lombos ligeterdőkben, erdőszéleken vagy bokrosokban, bozótosokban fordul elő. A nedves talajt preferálja. Március-májusban terem, Magyarországon a legkorábban megjelenő kucsmagomba.
Ehető gomba, de nyersen könnyen allergiát okozhat és gyorsan megromlik, ezért fogyasztása csak frissen és forrázás után ajánlott. 

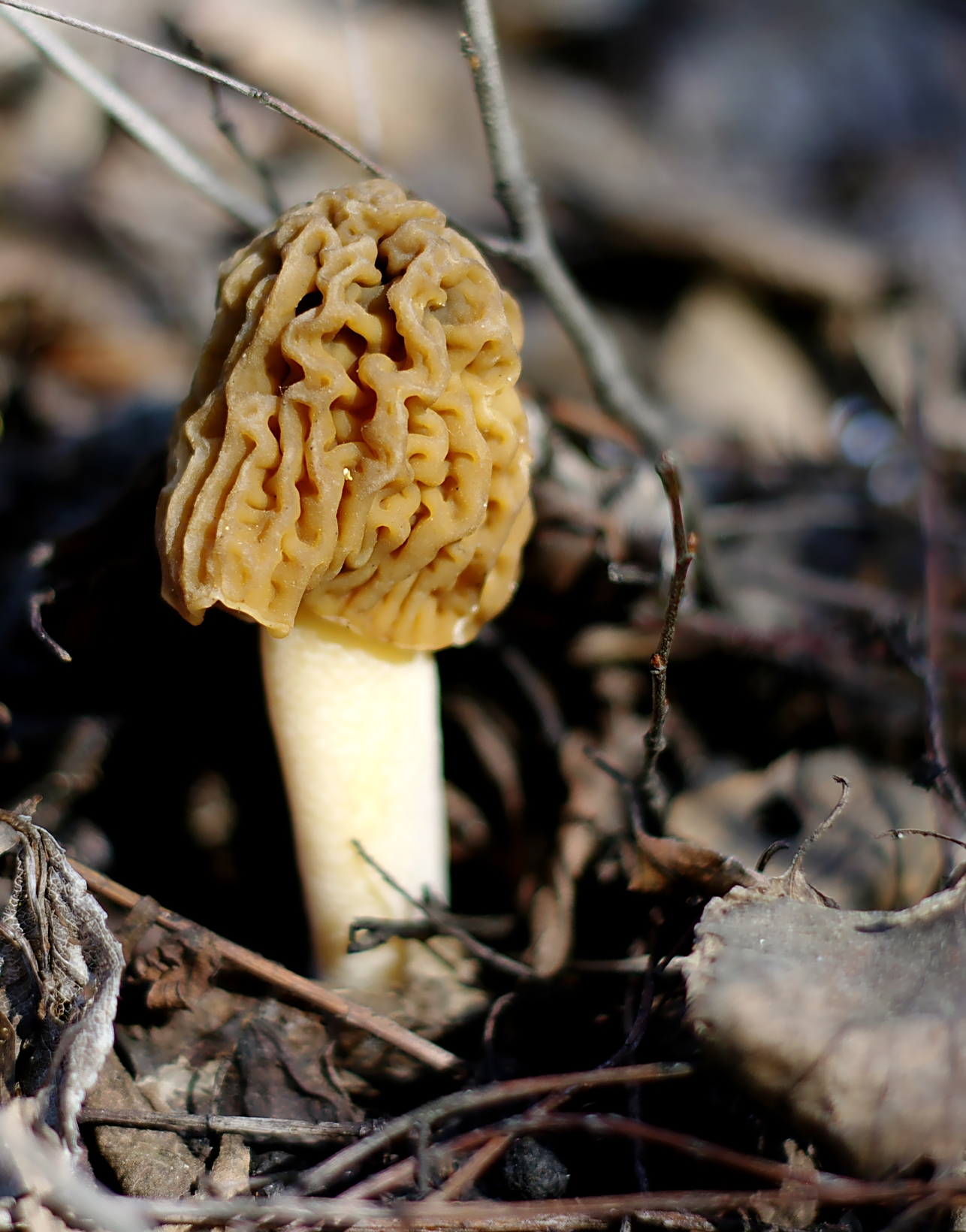
Cseh kucsmagomba
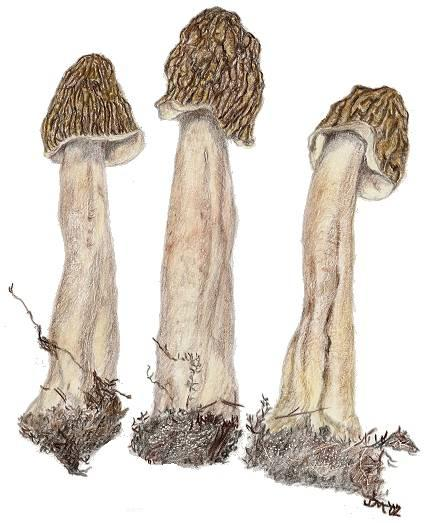
19. századi ábrázolása
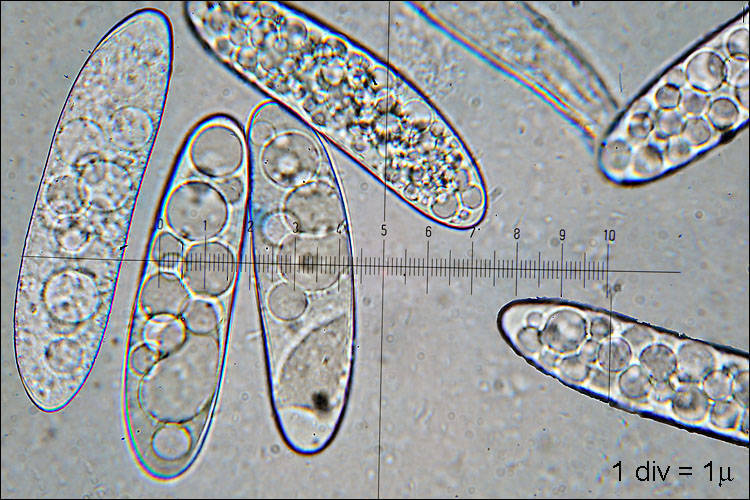
Spórái
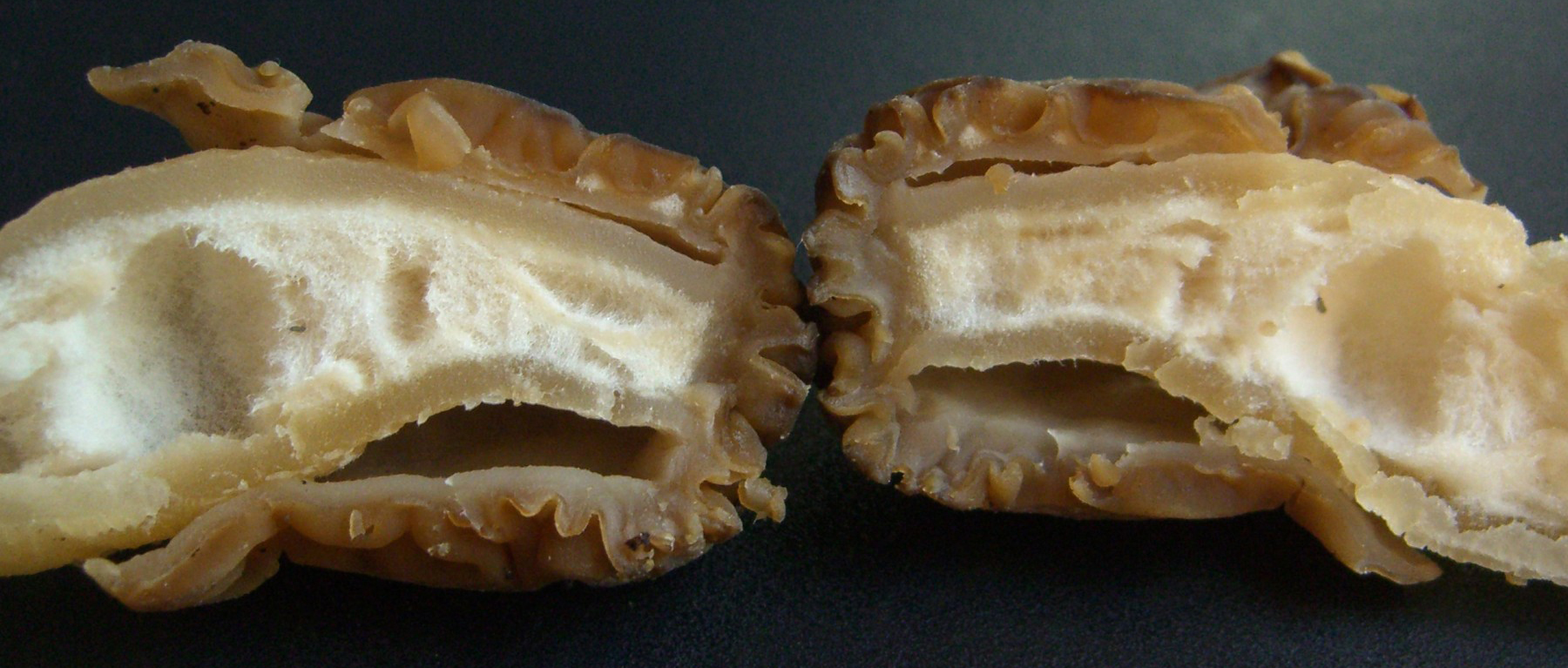
Fiatal gomba keresztmetszete a tönk vattaszerű kitöltésével